# Adobe Contribute
Adobe Contribute é um software para reedição instantânea de Sites e Blogs, sem ter conhecimento de códigos HTML. Ideal para iniciantes, pois disponibiliza ferramentas suficientes para o trabalho. O Adobe Contribute está disponível em 9 idiomas diferentes, na série Creative Suite 3, e está presente na edições:
- Adobe Creative Suite 3 Web Premium
- Adobe Creative Suite 3 Web Standard
- Adobe Creative Suite 3 Master Collection